# Rue du Bac
Rue du Bac – stacja linii nr 12 metra  w Paryżu. Stacja znajduje się w 7. dzielnicy Paryża. Została otwarta 5 listopada 1910.

## Połączenia autobusowe
Linie autobusowe RATP: 63, 68, 69, 83, 84, 94, OpenTour